# Martin Kušej
Martin Kušej, né le 14 mai 1961 à Wolfsberg, Autriche, est un metteur en scène et directeur de théâtre et d'opéra. Il est considéré comme l'un des maîtres du Regietheater. Le magazine Focus l'a classé parmi les dix meilleurs metteurs en scène actuels qualifiant son style de "sombre et agressif". Il est invité sur les plus grandes scènes de théâtre et d'opéra d'Europe, qui ont pu accueillir ses plus célèbres mises en scène.

## Biographie
Fils d'un père agriculteur, Kušej appartient à la minorité slovène de la Carinthie. De 1978 à 1982, il étudie la littérature allemande et les sciences du sport à l'Université de Graz (Autriche), avant d'intégrer l'Université de musique et d'art dramatique de Graz pour une formation à la mise en scène. Il obtient son diplôme en 1984, sa thèse de maitrise porte sur le metteur en scène Robert Wilson.
Il commence sa carrière en 1986, en tant qu’assistant à la mise en scène au Salzburger Landestheater et au Théâtre National de Slovénie, à Ljubljana avant de signer ses propres réalisations à partir de 1987. En 1990, il fonde le groupe « My friend Martin » avec le scénographe Martin Zehetgruber et la dramaturge Sylvia Brandl. En parallèle, il travaille pour le Steirischer Herbst Festival de Graz et le Mittelfest Festival de Cividale en Italie. C'est en Allemagne qu'il obtient sa première distinction, le prix du Jeune metteur en scène (1993) et est ensuite invité aux Wiener Festwochen.
De 1993 à 2000, il met régulièrement en scène des pièces de théâtre au Staatstheater de Stuttgart, qu’il dirige en 1993-94. De 2004 à 2006, il est directeur du Festival de Salzbourg pour le théâtre parlé comme pour l'opéra. Il réalise des nouvelles productions notamment au Deutsches Theater, au Staatsoper Unter den Linden et à la Volksbühne Berlin, à l'Opéra de Graz, au Schauspielhaus de Hambourg, au théâtre Thalia à Hambourg, au Burgtheater de Vienne et à l'Opéra de Zurich.
À partir de 2011, il est directeur de Bayerisches Staatsschauspiel (Residenztheater). Il met prématurément fin à cet engagement pour reprendre la direction au Burgtheater à Vienne en 2019.
Depuis 2013, Kušej enseigne la mise en scène au Séminaire Max-Reinhardt à Vienne.
Kušej est lauréat de nombreux prix de théâtre. En 1999, 2001 et 2009, il a été invité au Berliner Theatertreffen. 2006 et 2009, il est lauréat du Prix Nestroy.
Martin Kusej est un homme de théâtre mais ses mises en scène d'opéra ont profondément marqué sa carrière. Il a commencé dès 1996 avec l'opéra King Arthur de Henry Purcell, à Stuttgart. Citons parmi ses multiples mises en scène à Stuttgart, celle du Fidelio de Beethoven, de Salomé et d'Elektra de Richard Strauss. Il collabore également avec Nicolas Harnoncourt à un cycle mozartien à Salzbourg (Don Giovanni, 2002, et La Clemenza di Tito2003, expériences communes qui se poursuivront à l'Opéra de Zurich avec La Flûte enchantée en 2007, dont il sortira un DVD puis Genoveva, de Schumann et The Rake’s Progress, de Stravinsky, en 2008.
En 2008, il monte un Macbeth également très controversé, mais repris depuis régulièrement à l'Opéra de Munich.
En 2009, il reprend sa mise en scène de Lady Macbeth du district de Mzensk, de Chostakovitch, à l’Opéra Bastille, quelques années après sa création à l'Opéra d'Amsterdam. Cette production ne passe pas inaperçue, un magazine dira même à son propos "Le spectateur a intérêt à mettre sa ceinture de sécurité : Martin Kušej n’y va pas de main morte. Le livret est pris au pied de la lettre, sans approfondissement psychologique. Les personnages sont livrés crus, directs, sans fard, les situations sont d’un réalisme à couper le souffle."
En 2013, quand il monte la Forza del destino à l'Opéra de Munich, son réalisme cru et ses allusions directes à l'actualité internationale, celle du Wolrd trade Center à l'époque, est soulignée "Quand Kušej place en fond de scène un immeuble visiblement évidé par une bombe, en mémoire du 11 septembre, on ne peut nier que l’effet est impressionnant ; mais si c’est pour faire jouer les personnages en avant-scène sans véritable interaction avec ce décor, on ne peut s’empêcher de penser qu’une simple vidéo aurait aussi bien fait l’affaire. Le spectacle n’a pas choqué le public, il ne sombre pas dans une convention mortifère, mais il n’intéresse pas vraiment : dans d’autres maisons, de tels spectacles sont la norme, mais l’Opéra de Bavière nous avait habitués à mieux.". 
En 2015 c'est au tour d'Idoménéo à l'Opéra de Lyon, puis de l'Enlèvement au sérail au festival d'Aix en Provence, illustrant cette fois l'opéra de Mozart au travers de l'évocation de Daech. Deux scènes jugées trop "choquantes" seront d'ailleurs supprimées après la Première sur décision du directeur du festival, Bernard Foccroule qui déclare « Ce n’est pas de la censure, juste de la maturité ». Sa production la plus récente est une Tosca, qualifiée par un article d"outrancière, mais puissante", très controversées, au Theater an der Wien montée en janvier 2022.

## Mises en scène (sélection)

### Théâtre
- 1988: Play – K-Werk, Graz
- 1988: The Sinking of the Titanic – Schauspielhaus, Graz
- 1990: Faith, Hope and Charity – Ljubljana
- 1991: Scandal after Cankar – Ljubljana
- 1992: The Dream as a Life – Schauspielhaus, Graz
- 1993: Intrigue and love – Stadttheater, Klagenfurt and Staatstheater Stuttgart
- 1993: Herzog Theodor von Gotland – Staatstheater, Stuttgart
- 1994: Le Prince de Hombourg– Staatstheater, Stuttgart
- 1995: Die Unbekannte aus der Seine – Staatstheater, Stuttgart
- 1995: Clavigo (Goethe) – Staatstheater, Stuttgart
- 1996: Richard III am Rosa-Luxemburg-Platz, Berlin
- 1997: Oedipus Rex – Staatstheater, Stuttgart
- 1998: Geschichten aus dem Wienerwald – Thalia Theater, Hamburg
- 1999: Purifiés – Staatstheater, Stuttgart
- 2000: Hamlet – Festival de Salzbourg and Staatstheater, Stuttgart
- 2000: Ghost Sonata – Strindberg - Thalia Theater, Hamburg and Stadttheater, Klagenfurt
- 2001: Belief and Home – Burgtheater, Vienna
- 2001: Edward II – Thalia Theater, Hamburg
- 2002: Faith, Hope and Charity – Burgtheater, Vienna
- 2004: A Flea in Her Ear – Thalia Theater, Hamburg and Stadttheater, Klagenfurt
- 2005: König Ottokars Glück und Ende – Burgtheater, Vienna
- 2006: The Belle Vue – Thalia Theater, Hamburg and Stadttheater, Klagenfurt
- 2007: Woyzeck – Prinzresidence, Munich
- 2009: The She-Devil – Burgtheater, Vienna
- 2011: The Vast Domain - Prinzregententheater, Munich
- 2012: Hedda Gabler – Residenz Theatre, Munich
- 2012: The Anarchist – Residenz Theatre, Munich
- 2012: The Bitter Tears of Petra von Kant – Residenz Theatre, Munich (German theatre prize Der Faust for Best Direction of a stage play)
- 2013: In Agony – Residenz Theatre, Munich and Vienna
- 2014: Goethe's Faust – Residenz Theatre, Munich
- 2015: Eugène Labiche's ICH ICH ICH – Residenz Theatre, Munich
- 2016: Les Sorcières de Salem by Arthur Miller – Burgtheater, Vienna
- 2017: Phädra’s Night, a project by Albert Ostermaier and Martin Kušej – Residenz Theatre, Munich
- 2018: Noises Off by Michael Frayn – Residenz Theatre, Munich

### Opéras
- 1998 : Fidelio – Staatsoper Stuttgart
- 1999 : Salome – Graz Opera House
- 2001 : Le convenienze ed inconvenienze teatrali – Staatsoper Stuttgart
- 2002 : Don Giovanni – Festival de Salzbourg
- 2004 : Carmen – Staatsoper, Berlin
- 2006 : Otello (Verdi) – Opéra de Stuttgart
- 2006 : Salomé – Opéra de Zurich
- 2006 : Elektra – Opéra de Zurich
- 2006 : Lady Macbeth du district de Mzensk – Amsterdam DE
- 2007 : La Flûte enchantée – Opera de Zurich
- 2010 :Der fliegende Holländer – Het Muziektheater, Amsterdam
- 2012 : Macbeth – Bayerische Staatsoper, Munich
- 2013 : La forza del destino – Bayerische Staatsoper, Munich
- 2015 : Idomenée – Opéra de Lyon
- 2015 : l'Enlèvement au sérail – festival d'Aix en Provence
- 2022 : Tosca – Theater an der Wien